# Nowomusiatowo
Nowomusiatowo (ros. Новомусятово) – wieś (dieriewnia) w Rosji, w Baszkortostanie, w rejonie burziańskim. W 2010 liczyła 421 mieszkańców.